# Mo Jiadie
Mo Jiadie, född 6 januari 2000, är en friidrottare från Kina. Hon deltog vid olympiska sommarspelen 2024.